# Tucson Baseball Team
El Tucson Baseball Team es un equipo de béisbol que participará en la Liga Mexicana del Pacífico con sede en Tucson, Arizona, Estados Unidos de América.

## Historia
El 20 de mayo de 2025 se oficializó la mudanza del club Mayos de Navojoa a la ciudad de Tucson, Arizona. Lo anterior respondió a la solicitud del propietario de la franquicia para reubicar la misma, argumentando problemas económicos y de infraestructura en la ciudad de Navojoa, Sonora. De esa forma, la franquicia terminó su participación en el circuito invernal tras 75 años de historia.

### Debut
El viernes 6 de junio de 2025 se publicó el calendario de la temporada 2025-26, debutando Tucson en el Estadio Fernando Valenzuela de su hermana ciudad de Hermosillo, Sonora, el día miércoles 15 de octubre, y jugando ante su afición un día después, el 16 de octubre. Ambos juegos ante Naranjeros de Hermosillo.

## Futuro mote
En la presentación del equipo, su Presidente Víctor Cuevas afirmó que la primera temporada del club llevaría por nombre Tucson Baseball Team, únicamente de manera provisional. Después de concluir la primera campaña, realizarán actividades para que sea la propia afición de Tucson la que elija el nombre del equipo.

## Jugadores

### Roster actual
Temporada 2025-26
- Por determinar.

### Jugadores destacados
- Por determinar.